# Hötjärnen (Norsjö socken, Västerbotten, 720714-165669)
Hötjärnen är en sjö i Norsjö kommun i Västerbotten och ingår i Umeälvens huvudavrinningsområde.